# 怀特狸藻
怀特狸藻（学名：Utricularia wightiana）为狸藻属似多年生小型至中型陆生食虫植物。其种加词“wightiana”来源于英国植物学家罗伯特·怀特。怀特狸藻为印度的特有种，大部分分布于西高止山脉。其陆生沼泽或潮湿草原中，海拔分布范围为1000米至2200米。1986年，彼得·泰勒最先发表了怀特狸藻的描述。

## 外部連結
- 食虫植物照片搜寻引擎中怀特狸藻的照片 （页面存档备份，存于）

 维基共享资源上的相關多媒體資源：怀特狸藻
 維基物種上的相關：怀特狸藻